# МобЛенд
МобЛенд (англ. MobLand) — американський кримінально-драматичний телесеріал, створений Ронаном Беннетом, який планував написати сценарій усього серіалу. Серіал розпочався як Доновани, історія походження до серіалу Showtime «Рей Донован» про родину Донованів. У міру подальшого розвитку історія була перероблена як окрема історія, не пов'язана з «Реєм Донованом». Режисурою деяких епізодів серіалу займається Ґай Річі. У серіалі знявся Том Гарді в ролі Гаррі, — «рішали» злочинної сім'ї Гарріган, очолюваної Пірсом Броснаном і Гелен Міррен.
Прем'єра серіалу відбулася 30 березня 2025 року на Paramount+.

## Сюжет
Харрігани, лондонська злочинна сім'я, опиняються в битві зі Стівенсонами, яка може покласти край синдикатам і їх життям. Гаррі Да Соуза — вуличний кмітливець і грізний «рішала», якого наймає сім'я Гарріган, щоб подолати конфлікт, що загострюється і загрожує їх імперії. У міру того, як напруга між родинами посилюється, Гаррі доручають захистити інтереси Гарріганів і запобігти тотальній війні банд.

## Акторський склад

### Головний
- Том Гарді в ролі Гаррі Да Соузи, «рішала» сім'ї Гарріган
- Пірс Броснан у ролі Конрада Гаррігана, патріарха родини
- Гелен Міррен у ролі Мейв Гарріган, матріарха родини
- Патрік Консідайн у ролі Кевіна Гаррігана, сина Конрада
- Деніел Беттс[en] — Брендан, старший син Конрада та Мейв
- Мандіп Діллон[en] — Серафіна, дочка Конрада
- Джоанна Фроггатт[en] — Джен Да Соуза, дружина Гаррі
- Лара Пулвер — Ізабелла «Белла» Харріган, дружина Кевіна
- Енсон Бун[en] — Едді Гарріган, бунтівливий син Кевіна
- Жасмін Джобсон[en] у ролі Зосі, яка працює на Гаррі та є однією з його найближчих соратниць
- Антоніо Гонсалес Герреро в ролі Кіко, поплічника Гаррі

### Другорядний
- Ліза Дван[en] — О'Хара Делейні, адвокат родини Гарріган
- Джефф Белл[en] у ролі Річі Стівенсона, неймовірного лідера перспективної банди Стівенсона з південного Лондона
- Енні Купер[pt] — Врон Стівенсон, дружина Річі
- Фелікс Едвардс — Томмі Стівенсон, син Річі та Врон
- Емілі Барбер[en] у ролі Аліси, нової подруги Джен, яку вона зустрічає на груповій терапії
- Алекс Файн — Донні, супротивник Гаррі
- Джанет Мактір у ролі Кет, яка настільки ж чарівна, як і жорстока
- Тедді Аллен — Джина Да Соуза, дочка Гаррі та Джен
- Люк Меблі[en] в ролі Д. С. Фіска
- Джемма Найт Джонс у ролі Ді Сі Мукаси
- Алекс Дженнінґс — Арчі Хаммонд, вірний друг і порадник Конрада
- Пітер Фердінандо — Валхон, власник пабу
- Грегуар Колін[en] — Антуан Арлу
- Ітан Мурхаус у ролі Г'ю Кемпбелла, покровителя, якого зарізав Едді
- Стівен Пейсі[en] — лорд Пеннок, батько Ізабелли та тесть Кевіна

## Епізоди
| № серії | Назва серії            | Режисер(и)     | Сценарист(и)                   | Оригінальна дата показу |
| --- | ---------------------- | -------------- | ------------------------------ | ----------------------- |
| 1 | «Stick or Twist»       | Ґай Річі       | Ронан Беннет і Джез Баттерворт | 30 березня 2025         |
| Гаррі, «фіксер» злочинної родини Гарріган, отримує завдання укласти перемир'я між двома ворогуючими босами мафії, Мехметом і Костасом, під керівництвом патріарха родини Конрада Гаррігана та його дружини Мейв. Обох чоловіків та їхні команди ліквідують після того, як з'ясовується, що вони крали у Конрада. Тим часом онук Конрада, Едді, проводить вечір під впливом наркотиків з Томмі Стівенсоном, сином кримінального боса Річі Стівенсона, який є їхнім суперником. Вони прямують до сумнівного клубу з друзями Томмі, попри застереження Томмі та власника Валжона. Ніч закінчується їхньою втечею після того, як Едді вдарив ножем відвідувача після сварки. На операційному фронті в гаражі батьки Едді, Кевін та Белла, просять Гаррі навести лад, що він і робить, змушуючи Валджона видалити записи з камер відеоспостереження тієї ночі, залякуючи пораненого ножем клієнта, Х'юї Кемпбелла, та утилізуючи компрометуючий одяг Едді в морзі, що належить Гаррігану. Потім Гаррі повертається додому до своєї доньки Джини та дружини Джен, яка почала терапію, щоб впоратися з його тривалою відсутністю, і хоче відвідувати її разом з ним. Там вона зустрічає жінку, Алісу, з якою потоваришує. Перепочинок Гаррі переривається новиною про те, що Томмі зник безвісти після інциденту, і що Річі знав, що Едді був з ним. Едді заперечує , що знає будь-яку інформацію про зникнення Томмі, і після погроз від Річі родини погоджуються на переговорний процес. Гаррі вирушає туди зі своєю командою, Зосею та Кіко, які чекають, поки Гаррі просить день для розслідування. Мейв і Конрад також скасовують спонтанне вбивство Річі, коли він і Гаррі йдуть. Того вечора Конрад запрошує на зустріч свого старшого сина Брендана, Кевіна, їхню зведену сестру Серафіну, давнього радника Арчі та сімейного адвоката О'Хару, оголошуючи про своє рішення покращити фінансове становище сім'ї, зайнявшись фентанілом, торгівлею, яку контролюють Стівенсони. Арчі заперечує, але, попередньо переконаний підозрами Мейв щодо зрадницьких стосунків Арчі зі Стівенсонами, Конрад застрілює його після того, як Мейв заявляє про його очевидну двуликість решті родини. |                        |                |                                |                         |
| 2 | «Jigsaw Puzzle»        | Ґай Річі       | Ронан Беннет і Джез Баттерворт | 6 квітня 2025           |
| Гаррі викликають, щоб позбутися тіла Арчі, де Кевін розповідає йому події ночі. Конрад і Мейв підтверджують своє рішення продовжити ідею з фентанілом. Тіло Арчі утилізують через морг, але Гаррі наступного ранку підозріло швидко заарештовують, що виявляється результатом наводки від когось із родини. Його допитує і натякає видати Гарріганів офіцер, сержант Фіск, перш ніж О'Хара витягує його. Після особистої зустрічі з Річі, де той наполягає на тому, щоб допитати Едді самому, Кевін перевозить його до маєтку Конрада та Мейв, Котсуолдс, разом із Зосею та Кіко. Бандити Річі намагаються викрасти або вбити Едді дорогою, але їм це не вдається. Потім Брендан приходить до Серафіни з діловою пропозицією для родини, але вона присоромлює його та йде через його некомпетентність, перш ніж він встигає їй сказати. Гаррі пропонує Конраду можливість того, що Арчі також був інформатором поліції, не підозрюючи про іншого, і його просять знайти докази. Тим часом Белла організовує власну таємну зустріч між собою, своїм відчуженим батьком, лордом Пенноком, та хитрим Антуаном, щоб отримати доступ до його урядових контактів, сподіваючись отримати вплив на Пеннока. Потім Гаррі йде владнати ситуацію з Річі, який розкриває стеження за Джиною, використовуючи її як заставу, якщо Томмі не знайдуть. Дедалі більш нещасна Джен розмірковує про розлучення. Белла просить Гаррі допомогти їй у своєму плані, але він відмовляється, застерігаючи її від нього. Мейв втішає Едді та розкриває свій глибокий вплив на нього. Потім Гаррі продовжує пошуки Томмі, розпитуючи двох хлопців, які були з Едді та Томмі, і вони розповідають, що Едді знав Валджона, який раніше вдавав, що нічого про нього не знає, коли Гаррі його розпитував. Він повертається до клубу з Кіко, і Валжона жорстоко б'ють до упокорення, і він зізнається, що знає місцезнаходження Томмі. Потім він веде Гаррі до скрині в задній частині клубу, де лежить розчленоване тіло Томмі. |                        |                |                                |                         |
| 3 | «Plan B»               | Ентоні Бірн    | Ронан Беннет і Джез Баттерворт | 13 квітня 2025          |
| У будинку Кевіна стався вибух. Гаррі веде Ян та Джину до Майка, свого «друга»-боржника, щоб ті залягли на дно. Він погрожує двом головорізам Річі та змушує їх відступити, перш ніж зустрітися з Кевіном та Едді на таємній верфі, помітивши, що за ним стежить сержант Фіск та його партнер Мукаса. На верфі вони зустрічають Едді із закривавленим Валжоном, який підтверджує, що Едді вбив Томмі та заплатив йому 10 000 фунтів стерлінгів, щоб той позбувся тіла. Розлючений Кевін повідомляє про це Конраду та Мейв, які, за наполяганням Мейв, навіть не лають Едді, незважаючи на наслідки та мобілізацію на війну. Потім пара таємно погоджується дозволити Гаррі розібратися в ситуації, але вбити дружину Річі, Врон, а потім і його самого, як непередбачений випадок. Гаррі позбавляється поліцейського стеження за допомогою Кевіна та виконує обіцянку, дану Джен, надаючи послуги матері їхнього помічника, влаштувавши її до будинку для людей похилого віку. Там він також помічає колишнього наглядача виправної колонії, який знущався над ним та Кевіном, де вони вперше зустрілися, коли вони разом сиділи у в'язниці в дитинстві. Кевін і Гаррі хитро переконують Валджона взяти на себе провину за вбивство Томмі, використовуючи його дітей як додатковий важіль впливу. Річі здається переконаним, коли Валджона забирають під його варту, але продовжує катувати його всю ніч. Потім Гаррі зустрічає Беллу, яка просить про допомогу після зустрічі з Антуаном, а її батько «відходить вбік». Епізод завершується тим, що поліція виявляє тіло Арчі після отримання чергового анонімного повідомлення. |                        |                |                                |                         |
| 4 | «Rat Trap»             | Ентоні Бірн    | Ронан Беннет і Джез Баттерворт | 20 квітня 2025          |
| Знаходження тіла Арчі викликає підозру щодо ще одного «крота» в родині, особливо з боку Мейв, оскільки лише Конрад і Гаррі знали, де він похований. Кевін і Гаррі продовжують чекати на вирок Річі щодо його катувань Валджона, де Кевін розкриває тривожну правду про Беллу. Таємничий незнайомець Донні, який стверджує, що є другом Гаррі, відвідує Зосю в гаражі та обіцяє Гаррі «гарні новини». Ян продовжує парну терапію, поки Конрад не відвідує її та Еліс у будинку О'Хари, погрожуючи їй, щоб та мовчала про Гаррі та справи родини. Мейв продовжує маніпулювати Едді та влаштовувати свою таємну хитрість. Після напруженої дискусії Ян розповідає Гаррі про візит Конрада, що викликає занепокоєння, водночас з'ясовується, що Еліс є агентом поліції, яка намагається зблизитися з Конрадом. Гаррі відвідує Беллу із записами, які він раніше отримав силою від Антуана, і знову застерігає її від таємної угоди, але вона наполягає. Коли Гаррі їде, він натикається на Кевіна, який прибуває, що призводить до незручної розмови між чоловіком і дружиною. Потім Річі просить Гаррі прийти самого, щоб добити Валджона на знак доброї волі, що він жорстоко і робить, заспокоюючи, здавалося б, переконаного боса Стівенсона. Однак Річі зловісно просить, щоб Гаррігани були присутні на похороні Томмі. |                        |                |                                |                         |
| 5 | «Funeral for a Friend» | Даніель Сиркін | Ронан Беннет і Джез Баттерворт | 27 квітня 2025          |
| Гаррігани, — Конрад, Мейв, Кевін, Едді та Гаррі, обговорюють плани щодо поминок та похорону Томмі, на яких очікується вся родина, включаючи Джен та Беллу. Зрештою вони вирішують слідувати плану Гаррі та бути присутніми, але для безпеки провезти зброю контрабандою. Відкинутий Брендан звертається до так само забутої Серафіни з ще однією пропозицією заступитися за сім'ю, яку вона приймає на своїх умовах. Кевін згадує травматичне насильство, яке пережив від рук Расбі. Потім Гаррі зустрічає Фредді, незадоволеного працівника Стівенсонів, і шантажує його, щоб той таємно проніс зброю до будинку Стівенсонів. Гаррігани відвідують службу за планом, а Фіск та команда, ні про що не підозрюючи, повідомлені Ян, спостерігають за ними з-за меж місця події. Напруженість у групі починає зростати, особливо коли Едді та Мейв намагаються налаштувати проти себе Стівенсонів, а Врон публічно ображає Мейв, перш ніж Гаррі та Кевін відтягують матріарха Гарріганів, щоб уникнути подальшої ескалації. Під час наступної бесіди Річі таємно зізнається, що знав, що Валджон був обманом, але не хоче війни, окрім того, щоб Едді був чесною здобиччю, якщо Стівенсони зможуть до нього дістатися. Однак розлючена Мейв порушує неміцне перемир'я і наступного дня вбиває Врона, закладаючи в автомобіль бомбу. |                        |                |                                |                         |
| 6 | «Antwerp Blues»        | Даніель Сиркін | Ронан Беннет і Джез Баттерворт | 4 травня 2025           |
| У той час, як наслідками вбивства Врона назріває тотальна війна, Кевін, Белла, Гаррі, Джен та розлючена Джина переїжджають до маєтку Гарріганів у Котсуолдсі. Донні повертається з пропозицією від своєї начальниці, Кет МакАллістер. На наступній сімейній нараді Конрад заступається за Мейв, називаючи завуальовані образи Річі причиною запуску тижневої непередбачуваної ситуації щодо вбивства Врона. Він оголошує війну та знищення Стівенсонів, а Мейв та Едді також насміхаються з мстивого Річі, коли той закликає висловити подібні почуття. Джен та Белла об'єднуються через спільну ситуацію, тоді як Кевін та Гаррі шкодують про те, що їхні плани щодо миру провалилися, а Кевін боїться, що кінець Гарріганів вже близько. Гаррі, Зося та Кіко відправляються на пошуки Серафіни та Брендана, які зараз в Антверпені для угоди з діамантами. Гаррі востаннє застерігає Беллу від її планів перед від'їздом. Дедалі більше зневірена Джина благає Джен залишити Гаррі та втекти після неприємної зустрічі з Конрадом. Мейв разом з Едді таємно телефонує Річі та пропонує угоду, розкриваючи давні зв'язки з кримінальним авторитетом Стівенсонів. Вона пропонує захопити Серафіну як винагороду, але щоб залишити Брендана неушкодженим, видаючи місцезнаходження дуету. Потім наймані стрільці Річі обрушуються на місце обміну та захоплюють Серафіну та Брендана, а Гаррі переслідує їх. |                        |                |                                |                         |
| 7 | «The Crossroads»       | Лоуренс Гоф    | Ронан Беннет і Джез Баттерворт | 11 травня 2025          |
| 8 | «Helter Skelter»       | Лоуренс Гоф    | Ронан Беннет і Джез Баттерворт | 18 травня 2025          |
| 9 | «Beggars Banquet»      | Ентоні Бірн    | Ронан Беннет і Джез Баттерворт | 25 травня 2025          |
| 10 | «The Beast in Me»      | Ентоні Бірн    | Ронан Беннет і Джез Баттерворт | 1 червня 2025           |

## Виробництво

### Розробка
Мобленд вперше було анонсовано в лютому 2024 року як спін-оф під назвою Доновани. Він був вільно базований на серіалі Showtime «Рей Донован», і мав намір розповісти історію походження родини Донован. Його створив Ронан Беннет, який також мав намір написати сценарій і продюсувати серіал. Режисером деяких епізодів і виконавчим продюсером серіалу став Ґай Річі, до продюсування також були залучені Девід С. Глассер, Рональд Беркл, Боб Ярі, Девід Хаткін, Іван Аткінсон, Кіт Кокс, Ніна Л. Діаз, Джез Баттерворт, Кріс Тікієр, Том Гарді та Дін Бейкер. У міру розвитку серіалу до жовтня 2024 року його було перероблено у власний окремий серіал з робочими назвами «The Associate» і «Fixer». У лютому 2025 року стало відомо, що серіал отримав остаточну назву «MobLand» і перейшов із Showtime на Paramount+. Виробництвом серіалу займаються MTV Entertainment Studios і 101 Studios.

### Кастинг
Перші новини про кастинг показали, що Том Гарді, Гелен Міррен і Пірс Броснан знімуться в серіалі, причому Гарді зіграє колишнього титулованого «партнера» Гаррі Да Соузу, який працює «рішалою» у сім'ї Харріган. Броснан зображує Конрада, патріарха сім'ї Гарріган, а Міррен грає матріарха Гарріганів, Мейв. У грудні 2024 року до акторського складу приєдналися Патрік Консідайн, Джоанна Фроггатт, Лара Пулвер, Енсон Бун, Мандіп Діллон, Жасмін Джобсон і Алекс Файн. У лютому 2025 року до акторського складу приєдналися Джефф Белл, Деніел Беттс, Ліза Дван і Емілі Барбер. У березні 2025 року стало відомо, що до акторського складу приєдналася Джанет Мактір.

### Зйомки
Виробництво серіалу почалося в листопаді 2024 року в Лондоні. Зйомки були завершені на території Острова Собак і Каннінг Тауна у східному Лондоні, а під час зйомок серед білого дня зі знімального майданчика вкрали сумку з обладнанням для зйомки. Пізніше злодії повернулися та успішно викрали більше обладнання, що призвело до звільнення та заміни команди безпеки на знімальному майданчику. Під час виробництва будівельна компанія «Helix 3D» збанкрутувала, через що кілька членів команди залишилися без зарплати до сезону відпусток. Гарді спочатку запропонував компенсувати різницю до того, як виробничі компанії замість цього заплатять працівникам.

### Музика
І перший, і другий епізоди містять музику The Prodigy, відповідно, «Firestarter» і «Breathe».

## Реліз
Прем'єра Мобленду на Paramount+ відбулася 30 березня 2025 року.

## Сприйняття
На веб-сайті агрегатора оглядів Rotten Tomatoes Мобленд має рейтинг 79 % на основі 34 відгуків критиків із середнім рейтингом 7,9/10. Metacritic, який використовує середньозважену оцінку, поставив оцінку 57 зі 100 на основі відгуків 8 критиків, вказуючи на «змішані або посередні» відгуки.